# Communauté de communes du Gennois
Die Communauté de communes du Gennois ist ein ehemaliger französischer Gemeindeverband mit der Rechtsform einer Communauté de communes im Département Maine-et-Loire in der Region Pays de la Loire. Sie wurde am 28. Dezember 1994 gegründet und umfasste vier Gemeinden. Der Verwaltungssitz befand sich im Ort Gennes-Val-de-Loire.

## Historische Entwicklung
Mit Wirkung vom 1. Januar 2017 fusionierte der Gemeindeverband mit
- Communauté de communes de la Région de Doué-la-Fontaine,
- Communauté d’agglomération Saumur Loire Développement sowie
- Communauté de communes Loire-Longué

unter gleichzeitiger Bildung der Commune nouvelle Doué-en-Anjou. Dadurch entstand die Nachfolgeorganisation Communauté d’agglomération Saumur Val de Loire. Bei dieser Gelegenheit wechselten die Gemeinden Coutures und Chemellier zur Communauté de communes Loire Layon Aubance an, wo sie der Commune nouvelle Brissac-Loire-Aubance angeschlossen wurden.

## Ehemalige Mitgliedsgemeinden
1. Chemellier
2. Coutures
3. Gennes-Val-de-Loire (Commune nouvelle)
4. Tuffalun (Commune nouvelle)